# Марково (Спас-Деменський район)
Марково (рос. Марково) — присілок в Спас-Деменському районі Калузької області Російської Федерації.
Населення становить 25 осіб. Входить до складу муніципального утворення Село Чипляєво.

## Історія
Від 2004 року входить до складу муніципального утворення Село Чипляєво

## Населення
| 2002 | 2007 | 2010 |
| ---- | ---- | ---- |
| 29   | ↘25  | →25  |